# Yttre-Kippträsket
Yttre-Kippträsket är en sjö i Norsjö kommun och Skellefteå kommun i Västerbotten och ingår i Umeälvens huvudavrinningsområde. Sjön är 14,3 meter djup, har en yta på 2,4 kvadratkilometer och befinner sig 282 meter över havet. Sjön avvattnas av vattendraget Månsträskån (Kvarnån).

## Delavrinningsområde
Yttre-Kippträsket ingår i det delavrinningsområde (718886-167251) som SMHI kallar för Utloppet av Yttre-Klippträsket. Medelhöjden är 316 meter över havet och ytan är 18,63 kvadratkilometer. Räknas de 10 avrinningsområdena uppströms in blir den ackumulerade arean 99,6 kvadratkilometer. Månsträskån (Kvarnån) som avvattnar avrinningsområdet har biflödesordning 4, vilket innebär att vattnet flödar genom totalt 4 vattendrag innan det når havet efter 186 kilometer. Avrinningsområdet består mestadels av skog (69 procent) och sankmarker (11 procent). Avrinningsområdet har 2,4 kvadratkilometer vattenytor vilket ger det en sjöprocent på 12,9 procent.